# Raffinerie de Volgograd
La raffinerie de Volgograd est une entreprise russe de raffinage du pétrole implantée à Volgograd détenue par Lukoil.
Fondée en 1957, elle appartient à Loukoil depuis 1990,,,. Sa capacité de production est de 226 000 barils par jour.
Un incendie s'est déclaré le 3 février 2024, le gouverneur régional (ru), Andreï Botcharov, impute l'incendie aux chutes de débris de drones, affirmant que tous les drones ont été abattus ou bloqués. L'incendie a été maîtrisé sans que personne soit blessé,,,,,.